# 3+2
3+2 was een Wit-Russische band, bestaande uit Artjom Michalenko, Elgiazar Farashian, Joelia Sjisko en de tweeling Aljona en Ninel Karopvitsj. De band bestond uit de vijf finalisten van het Wit-Russische tv-programma Novye Golosa Belarusi op de Wit-Russische zender ONT.
De groep verkreeg vooral bekendheid toen zij namens Wit-Rusland deelnamen aan het Eurovisiesongfestival 2010 in de Noorse hoofdstad Oslo. Ze waren intern geselecteerd door de Wit-Russische omroep BTRC. Eerst zouden ze het land vertegenwoordigen met het liedje Far Away, maar na veel kritiek werd het nummer gewijzigd in het door Maksim Fadejev gecomponeerde Butterflies. Zij traden aan tijdens de eerste halve finale van 25 mei, waar ze zich als negende plaatsen voor de finale van 29 mei.In de finale kwam 3+2 vervolgens niet verder dan de 24ste plaats, met 18 punten, waarvan er twaalf van Georgië kwamen.
2004: Aleksandra & Konstantin · 
2005: Angelika Agoerbasj · 
2006: Polina Smolova · 
2007: Dmitri Koldoen · 
2008: Roeslan Alechno · 
2009: Pjotr Elfimov · 
2010: 3+2 · 
2011: Anastasia Vinnikova · 
2012: Litesound · 
2013: Aljona Lanskaja · 
2014: Teo · 
2015: Uzari & Maimuna · 
2016: Ivan · 
2017: Navi · 
2018: Alekseev · 
2019: ZENA